# 若林廣幸
若林廣幸（日语：若林 広幸，1949年—），是日本的產品設計師、建築師。出生于京都府京都市。

## 簡歷
若林廣幸在1967年成為一個室內設計師，加盟於吉爾公司。1972年，自立門戶，同時取得建築設計的學分。1982年成立若林廣幸建築研究所。

## 主要成就
- 1984年 - SD評論獎。
- 1988年 - 商業環境設計獎SD評論獎
- 1991年 - 第9回京都府文化奨励賞　日本文化フォーラム日本文化デザイン賞受賞。
- 1994年 - 南海電鐵機場快線的車輛和（南開）南開大學50000系列（Rapit和設計）。同一輛車在接下來的1995年藍帶獎得主。
- 1996年 - 京阪宇治站中，作為第一站和優秀設計獎得主。站百選近畿選。
- 2002年 - 大阪市住房設計獎中的“PIER 624”。下一步優秀設計獎，2003年。
- 2005年 - 「エーガイヤちくさ」で第13回甍賞金賞。

## 圖片

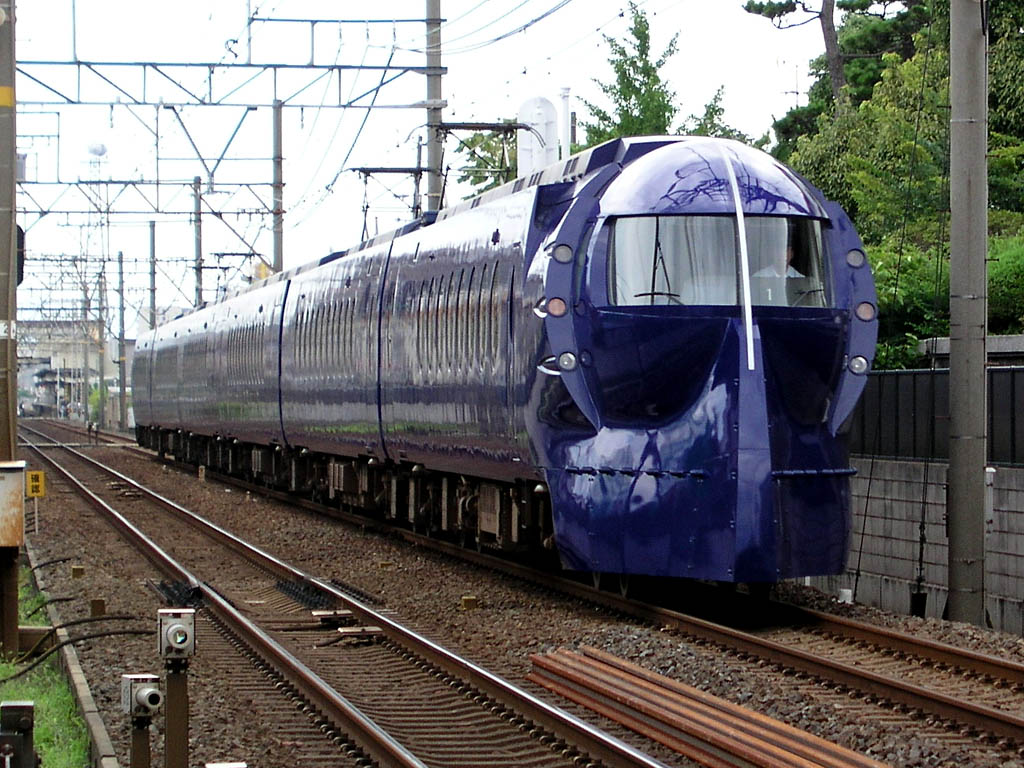
南海50000系電聯車
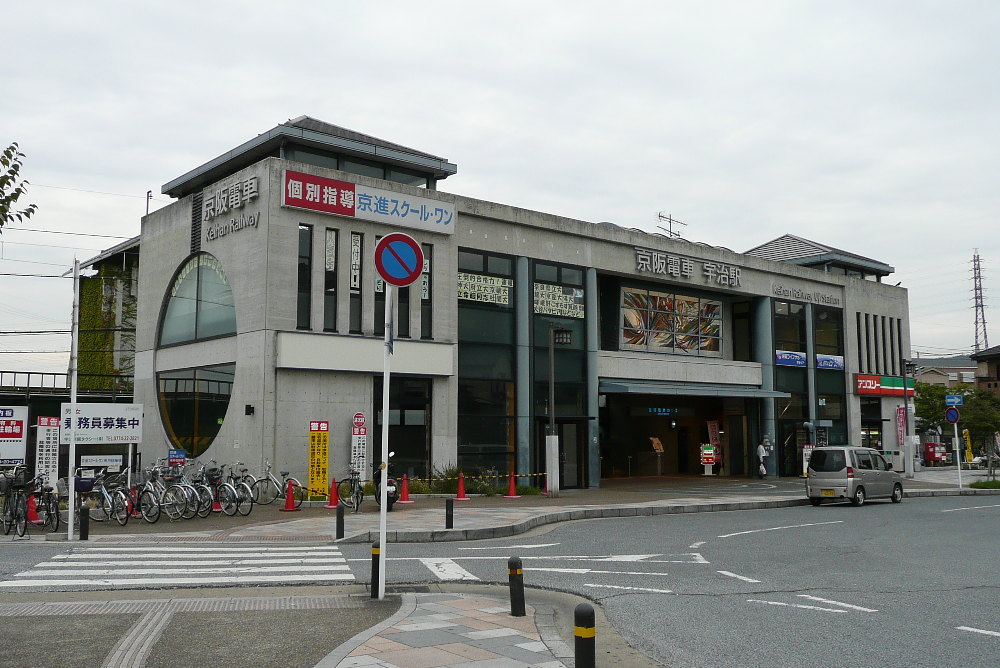
宇治站
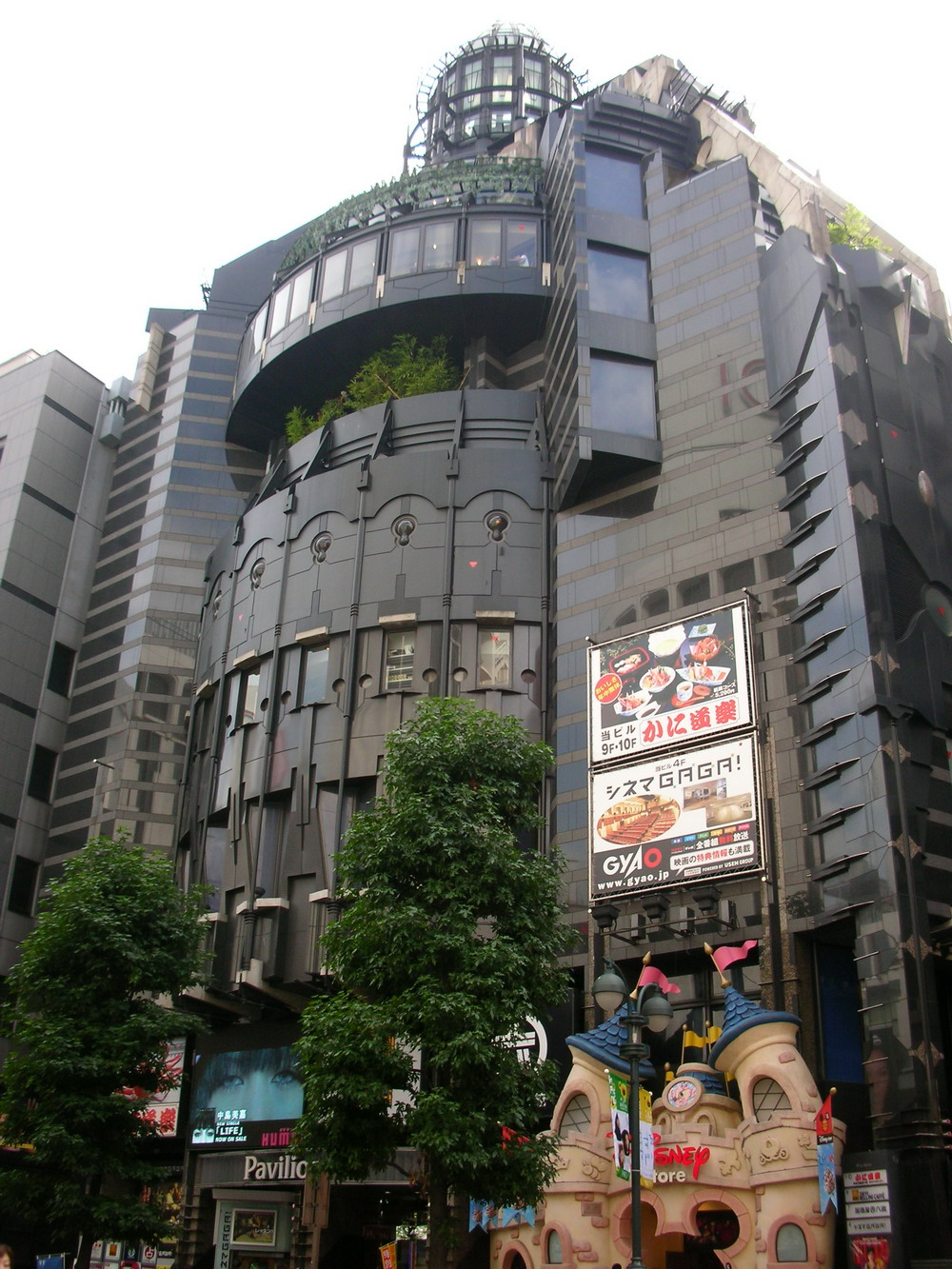
澀谷HUMAX館